# 青森県立八戸北高等学校
青森県立八戸北高等学校（あおもりけんりつ はちのへきたこうとうがっこう）は、青森県八戸市大久保字町道にある全日制共学の県立高等学校。通称「北高（きたこう）」、「八北（はちきた）」。

## 概要
設置課程
- 全日制　2年次に文類型、理類型クラスを選択

校章
　向かい鶴を図案化したものを下地に「北」に北極を象徴させ「高」を加えた。
案は弘前大学の石原英雄助教授による。
校歌
作詞は横濱正大、作曲は本間雅夫。

## 新校舎
2002年の創立40周年を機に新校舎が建設された。設立当初の校舎は、生徒玄関が2階にあり職員玄関が1階にあるという特異な構造をもっていた。これには「生徒が学校の主役」という意味があり、生徒玄関へ続く二十四段の階段「階（きざはし）」は八戸北高の象徴であった。新校舎には「階」は存在しない。

## 進学
ほとんどの生徒が大学等への進学を希望しており、約70%の生徒が4年制大学へ、100人超が国公立大学へ進学している。2005年に青森県で初めて文部科学省スーパーサイエンスハイスクールに指定されていたが、平成27年度で指定は終了した。2018年度には、東京大学、京都大学それぞれに1名ずつ合格者を輩出した。

## 部活動
運動部
- 硬式野球
- 軟式野球
- 陸上競技
- 剣道
- 弓道
- 水泳
- 卓球
- サッカー
- バスケットボール
- バレーボール
- ソフトテニス
- ソフトボール
- バドミントン

文化部
- 演劇
- 吹奏楽
- 美術
- 科学
- 地学
- 家庭科
- 囲碁・将棋
- 英語愛好会

文化系の部活動が特に盛んである。なかでも演劇部と吹奏楽部の活躍が著しい。
演劇部は全国高等学校文化連盟演劇部門において全国最多三回の最優秀賞を誇る。
吹奏楽部は東北大会に出場することも多く、全日本吹奏楽コンクールに出場したこともある。

## 沿革
- 1963年 - 八戸市立湊小学校の一部を仮校舎として開校式、入学式を挙行
- 1964年 -新校舎へ移転
- 1967年 - 八戸北高等学校南郷分校が設立
- 1969年 - 理数科を設置
- 1973年 - 八戸北高等学校南郷分校が南郷高等学校として独立
- 2005年 - 文部科学省スーパーサイエンスハイスクールに指定
- 2006年 - 理数科募集を停止、全日制普通科単位制高等学校へ改編
- 2010年 - 南郷高等学校が八戸北高等学校南郷校舎となる
- 2013年 - 青森県立八戸南高等学校を統合する。
- 2017年 - 青森県立八戸北高等学校南郷校舎を閉校

## 交通
- JR八戸線白銀駅より徒歩15分
- 八戸市営バス「岬台団地行き」北高校前バス停下車
- 八戸南I.Cから約5km

## 著名な卒業生・関連人物
- 鹿原徳夫 - 元茨城放送アナウンサー
- 川口浩一 - フリーアナウンサー、元青森テレビアナウンサー
- 木村友祐 - 小説家
- タカチャ - ミュージシャン（中退）
- 田中義剛 - タレント
- 千田潤一 - 株式会社アイ・シー・シー (ICC:International Communications Consultant) 代表取締役
- 十日市秀悦 - タレント
- 中島美華 - タレント
- 横島亘 - 俳優：劇団民藝所属
- 類家心平 - ジャズミュージシャン
- 佐々木さやか - 参議院議員、弁護士
- 森澤敏哉 - 農林水産省北陸農政局長
- 松井慶太 - 指揮者